# Космос-988
Космос-988 је један од преко 2400 совјетских вјештачких сателита лансираних у оквиру програма Космос.
Космос-988 је лансиран са космодрома Плесецк, СССР, 8. фебруара 1978. Ракета-носач Р-7 Семјорка (рус. Семёрка) (8К71, НАТО ознака SS-6 Sapwood) са додатим степеном је поставила сателит у орбиту око планете Земље. Маса сателита при лансирању је износила 5500 килограма. Космос-988 је био осматрачки сателит.